# لکویو بریا
لکویو بریا (به ایتالیایی: Lequio Berria) یک کومونه در ایتالیا است که در استان کونیو واقع شده‌است.

## خصوصیات
لکویو بریا ۱۱٫۹ کیلومترمربع مساحت و ۵۴۲ نفر جمعیت دارد.